# Edictum Rothari
| „ | Intet menneske skal driste sig til at dræbe en fremmed tjenerinde eller slavinde som var de en heks, for det er ikke muligt, ej heller burde noget kristent menneske tro det | “ |

Edictum Rothari (også Edictus Rothari, Edictum Rotharis, Edictus Langobardorum) var den første nedskrevne samling af langobardernes love (edikter), sat på skrift og udbredt den 22. november 643 af kong Rothari. Ifølge Paulus Diaconus var langobardernes retslige sædvaner (cadarfada) indtil da kun overleveret fra generation gennem mundtligt overleverede traditioner. Nu blev det så for første gang nedskrevet og offentliggjort på latin – om end et meget tarveligt og upoleret latin – af kongen med de langobardiske hertuger og den langobardiske hærs rådgivning og samtykke.
Lovene gjalt kun langobarder. Romerne, som var Italiens oprindelige beboere, fortsatte med at blive styret af romerretten på langobardisk territorier. Andre tilflyttere til langobardernes rige forventedes at leve ifølge langobardernes love, medmindre de fik specifik tilladelse fra kongen til at leve ifølge en anden lov.
Lovsamlingen blev senere omfattende revideret og udvidet. Kong Grimuald (688) tilføjede 9 nye kapitler og kong Liutprand (712-744) opdaterede lovsamlingen og tilførte 153 nye kapitler. I særdeleshed afskaffede han systemet med wergeld – blodpenge. Kong Ratchis tilføjede i år 746 8 kapitler og i år 755 udvidede kong Aistulf lovsamlingen med 13 kapitler.
Den eneste kopi af lovsamlingen der er bevaret i sin helhed er opbevaret på museet tilhørende katedralen i Vercelli, men er ikke tilgængelig for offentligheden.

## Lovsamlingen
Lovsamlingen blev nedskrevet af en langobardisk skriver ved navn Ansoald og vedtaget ved et gairethinx (ting) sammenkaldt af Rothari i 643. Samlingen var på i alt 388 kapitler, men primitiv i forhold til andre samtidige germanske lovtekster. Det var også en forholdsvist sen tilblivelse, i forhold til frankerne, visigoterne og angelsakserne der alle havde haft nedskrevne love lang tid før da. I modsætning til goternes Lex Romana Visigothorum nedskrevet af Alarik II, så var langobardernes lovsamling ikke baseret på romerret, men beskæftigede sig hovedsageligt med germanske stammetraditioner, så som wergeld (blodpenge), arveforhold og dueller. På trods af det latinske sprog, var det ikke en romersk lovsamling og i modsætning til det samtidige Forum Iudicum, så var det heller ikke influeret af Codex Iuris Canonici – den katolske sædvaneret. Dens eneste forordning omkring kirkelige anliggender var et forbud mod vold i kirker. Lovene gav militær autoritet til hertugerne og civil autoritet til schulthais i landområder og castaldus gastald i byområder.
- Fysisk skade; kompensationsraten for varierende grader af fysisk skade var alle minutiøst og detaljeret redegjort for, men en pris for hver tand, finger og tå, etc. Skader på aldius og husslaver blev håndteret under ejendomsret. Under husslaver var landbrugsslaver som ansås som en endnu lavere klasse. Lovene forsøgte at erstatte blodfejde med blodpenge.

- Arv; i arverettighedsspørgsmål havde uægte børn (født uden for ægteskabet) de samme rettigheder som børn født inde for ægteskabet. Ingen far kunne gøre en søn arveløs, med undtagelse hvis han havde gjort sig skyldig i visse meget alvorlige overtrædelser. Landdonationer skulle gøres i tilstedeværelsen af et ting – en forsamling af frie mænd, hvilket gav fødsel til det germaniserede latinske verbum thingare, som betyder at skænke eller donere i vidners nærvær. Hvis en mand ønskede at thingare hans ejendom væk, skulle dette gøres ved en gairethinx.

- Kvinder; på trods af at langobardiske kvinder altid var underlagt en form for formynderskab af familiens mandlige overhoved, og at hun ikke kunne gifte sig med en slave eller halv-slave (aldius) uden at blive gjort lovløs – og derefter frit kunne dræbes eller solgt i slaveri af hendes mandlige familiemedlemmer, så tildeles frie langobardisk kvinder og piger i lovene alligevel en bemærkelsesværdig, næsten tabuiseret, respekt. Hvis en person "stilede sig selv i vejen for" en fri kvinde eller pige, eller skadede hende, skulle han betale nihundrede solidi i kompensation – et astronomisk beløb. Til sammenligning, hvis en person "stillede sig selv i vejen for" for en fri mand skulle han betale en kompensation på 20 solidi — hvis han ikke havde gjort skade på ham — og for at skade en anden mands slave, tjenerinde eller halv-slave (aldius) skulle betales 20 solidi i kompensation til ejeren, dette var også kompensationen for at have sex med en anden mands slavinde. Romerske slaver havde en mindre værd i sådanne sager en germanske slaver "fra nationen". Lovene beskyttede også kvinder og piger mod beskyldninger om hekseri, som blev anset som værende ukristent. Beskyttelsen dækkede både frie kvinder, tjenestepiger og slavinder. Hvis en kvinde blev anklaget for at være heks (striga eller masca) skulle anklageren betale en kompensation på 60 solidi, afhængig af hendes status og derudover 100 solidi mere for forbrydelsen, halvdelen til kongen og halvdelen til hendes ejermand. Hvis en mand der har formynderskab over en fri pige eller kvinde, uden rette beskylder hende for at være en heks, skal han miste formynderskabet over hende, og hun kan da frit vælge om hun vil returnere til hendes familie eller overgive sig til kongens hof, hvorefter kongen vil blive hendes formynder.

- Slaver; slaver kunne sættes fri på forskellig vis, men der var hårde love for jagten på og returneringen af bortløbne slaver.

- Ting; forsamlinger af frie mænd fortsatte med at give rituel legitimitet til vigtige handlinger, så som vedtagelsen af nye love eller valget af konge.